# William Herbert (2e marquis de Powis)
Pour les articles homonymes, voir William Herbert et Herbert.
William Herbert, 2e marquis de Powis (vers 1660-1745) est un aristocrate gallois et un partisan jacobite.

## Biographie
Il est le fils de William Herbert (1er marquis de Powis), d'Elizabeth, fille cadette de Edward Somerset (2e marquis de Worcester). Jusqu'en 1722, il est connu sous le nom de vicomte Montgomery. Lors du couronnement de Jacques II, le 23 avril 1685, il fait office de page d'honneur. Du 8 mai 1687 à novembre 1688, il est colonel d'un régiment de fantassins et sous-lieutenant de six comtés gallois du 26 février au 23 décembre 1688.
Après la Glorieuse Révolution, son soutien à Jacques II aboutit à l'incarcération de Montgomery le 6 mai 1689 à la Tour de Londres. Il n'est libéré sous caution que le 7 novembre. Le 5 juillet 1690 et à nouveau le 23 mars 1696, une récompense de 1 000 £ est offerte pour son arrestation. Il est soupçonné, en 1696, de complicité dans le complot d'assassinat jacobite. En mai 1696, il est déclaré hors-la-loi, mais une erreur technique de la part des shérifs de Londres lui permet de conserver ses domaines. Il s'est rendu le 15 décembre 1696 et est conduit à la Prison de Newgate. Bien qu'il aurait fourni des informations sur le complot, il y reste jusqu'au 19 juin 1697, date à laquelle il est libéré sous caution lors d'une épidémie de Typhus dans la prison.
Il n'est pas jugé et, en novembre 1700, il est malade à Gand. En janvier 1701, le roi Guillaume III lui permet de quitter la Flandre pour lever des fonds pour payer ses dettes. Il effectue une deuxième visite à Londres le 25 mai 1703. Des difficultés financières l'amènent à vendre sa maison située à Lincoln's Inn Fields au duc de Newcastle en mai 1705. Il vit à Powis House, dans Great Ormond Street en 1708.
Arrêté à nouveau lors de l'alerte jacobite de septembre 1715, il est considéré comme inoffensif. Il est finalement rétabli dans ses titres et dans ses domaines, y compris le château de Powis, et est convoqué au Parlement le 8 octobre 1722 en tant que marquis de Powis. Il est décédé le 22 octobre 1745.

## Famille

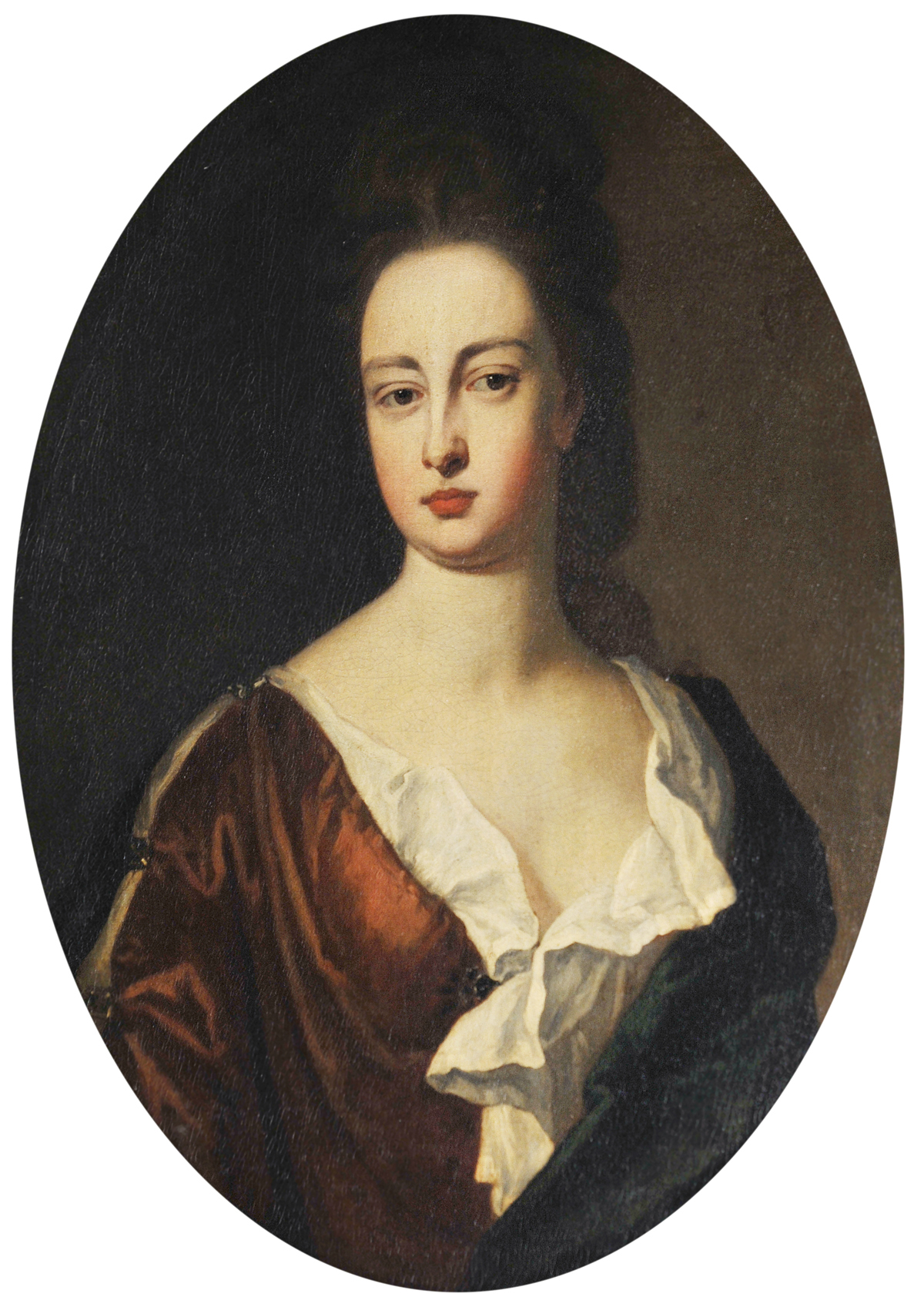
Lady Mary, portrait de Michael Dahl.

Il épouse Mary, fille aînée de Thomas Preston, baronnet, de Furness. Elle meurt le 8 janvier 1724 et est enterrée à Hendon, où le marquis a des biens. Par elle, Powis a deux fils et quatre filles.
- William Herbert, 3e marquis de Powis (1698–1748), mort célibataire
- Edward Herbert (mort en 1734), qui épouse Henrietta, fille de James Waldegrave (1er comte Waldegrave), dont il a un enfant unique, Barbara, née à titre posthume. Barbara épouse un parent, Henry Herbert (1er comte de Powis), qui est créé en 1743 baron Herbert de Cherbury et comte de Powis en 1748.
- Anne Herbert (morte en 1757), qui épouse Henry Arundell, 6e baron Arundell de Wardour
- Mary Herbert
- Charlotte Herbert,
- Theresa Herbert (1706-1723), qui épouse Robert Throckmorton, 4e baronnet